# Medaille für ausgezeichnete Leistungen in landwirtschaftlichen Produktionsgenossenschaften

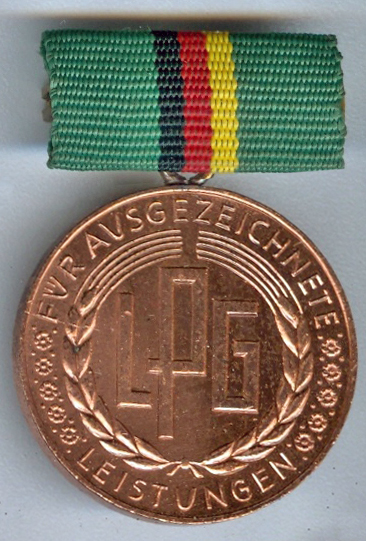
Vorderseite der LPG-Leistungsmedaille

Die Medaille für ausgezeichnete Leistungen in den landwirtschaftlichen Produktionsgenossenschaften war eine staatliche Auszeichnung  der Deutschen Demokratischen Republik (DDR), welche in Form einer tragbaren Medaille verliehen wurde.

## Geschichte
Die Medaille wurde am 22. Januar 1959 gestiftet. Ihre Verleihung erfolgte an die Mitarbeiter landwirtschaftlicher Produktionsgenossenschaften für besondere Leistungen hinsichtlich der Produktivitätssteigerung sowie bei der Entwicklung der Genossenschaften an sich.

## Aussehen und Tragweise
Die bronzene Medaille mit einem Durchmesser von 28,5 mm zeigte auf ihrem Avers mittig die erhaben geprägte Buchstabenabkürzung: LPG (Landwirtschaftliche Produktionsgenossenschaft), welcher von zwei unten gekreuzten nach oben hin offenen Ähren umschlossen wird. Um die Ähren herum ist die Umschrift: FÜR AUSGEZEICHNETE oben und LEISTUNGEN unten zu lesen die von je fünf stilisierten Blüten unterbrochen wird. Das Revers der Medaille zeigt dagegen das Staatswappen der DDR. Getragen wurde die Medaille an der linken oberen Brustseite an einer 24 × 11 mm breiten grünen Spange, in welcher senkrecht ein 6 mm breiter schwarz-rot-goldener Mittelstreifen eingewebt war.